# パソコン講師資格認定 文書処理試験
| 受験資格       | - 20歳以上且つ全日本情報学習振興協会主催のパソコン技能検定2種2級以上合格者。 - 受験者は、パソコン技能検定2種2級以上の合格証書のコピーを添付しなければならない。 |
| 受験料         | 5,250円 |
| 試験実施       | コンピュータ上で行う |
| 試験会場       | 全国の日本パソコン学院アビバほか、多数の受験会場で実施 |
| 合格発表       | 試験施行後1ヶ月以内に実施 |
| 合格証書サイズ | A3 |
| 合格点         | - 各科目とも80点以上（満点は100点） - 一科目でも合格点に満たない場合は、不合格。                                                                                |

パソコン講師資格認定　文書処理試験（ぱそこんこうししかくにんてい　ぶんしょしょりしけん）とは、全日本情報学習振興協会が主催する検定試験である。
この試験は、パソコンインストラクターの試験でありワープロ検定ではない。

## 試験範囲
| 試験科目           | 制限時間 | 試験範囲                                                                                                   |
| ------------------ | -------- | --- |
| ソフトウェア操作   | 60分     | - ワードの操作知識 - エクセルの操作知識 - アクセスの操作知識 - インターネットソフトウェアの操作知識        |
| ハードウェア知識   | 60分     | - パソコンのソフトウェア・ハードウェアに関する知識 - OSに関する知識 - コンピュータネットワークに関する知識 |
| インストラクタ概要 | 20分     | - インストラクタとは - インストラクタの心がまえ - インストラクションテクニック - 講習会におけるマナー等    |
| 教職教養           | 30分     | - 教育原理･心理･教育史等に関する知識 - 教育法規に関する知識                                                |

## 参考書
『パソコン講師資格認定　文書処理試験』 ローカス